# Алексеј Толстој
Алексеј Николајевич Толстој (Пугачов, 10. јануар 1883 — Москва, 23. фебруар 1945) био је један од најпопуларнијих писаца совјетске књижевности. Међу његовим бројним делима нарочито су познати историјски романи Петар Први и трилогија Ход по мукама.

## Живот и каријера

### Родитељство
Алексеј је био син грофа Николаја Александровича Толстоја (1849–1900) и Александре Леонтијевне Тургењеве (1854–1906). Његова мајка била је унука декабристе Николаја Тургењева и рођака познатог руског писца Ивана Тургењева. Његов отац је припадао породици руских племића Толстој и био је даљи рођак Лава Толстоја. Према писцу и историчару Николају Толстоју, далеком рођаку:
 Околности рођења Алексеја Толстоја упадљиво подсећају на околности другог рођака, Алексеја Константиновича, великог лирског песника, по коме је и добио име. Његов отац је био развратни коњички официр, чије су се бунтовне неумерености показале превеликим чак и за његове колеге хусаре. Он је био приморан да напусти свој пук и два главна града и повукао се на имање у Самари у Русији. Тамо је упознао и оженио Александру Леонтијевну Тургењев, живахну девојку добре породице, али скромних средстава. Родила му је два сина Александра и Матислава и ћерку Јелисавету. Али дивља крв Толстојевих није му дозволила да се смири у постојећој домаћој хармонији. У року од годину дана пензионисани хусар је протеран у Кострому због увреде гувернера Самаре. Када је ургирано преко разних познанстава да би се омогућио његов повратак, он је то прославио провоцирајући једног племића на двобој. Александра се заљубила у Алексеја Аполоновича Бострома. У мају 1882, већ два месеца трудна са својим четвртим дететом, побегла је у загрљај свог љубавника. Гроф је запретио Бострому револвером, али су га судови ослободили. Црквени суд је, одобравајући развод, одлучио да се кривој жени никада не би смело дозволити да се поново уда. Како би задржала очекивану бебу, Александра је била приморана да тврди да је то Бостромово дете. Изопштена од стране друштва, чак током неколико година и од својих родитеља, отишла је са својим љубавником у Николајевск, где је он био на скромној владиној дужности.
Оно што се зна је да је Бостром одгајао дечака као сопствено дете, на својој породичној фарми у Самарској провинцији, и да је у детињству и у тинејџерским годинама био познат као Алексеј Бостром. Када је имао 13 година, његова мајка је покренула парницу да га призна као сина грофа Толстоја, што је он на крају постао на свој 17. рођендан, након чега је имао право да се назива грофом Толстојем.

### Младост
Делимично због њиховог одбацивања од стране руског племства и цркве, Алексеј Бостром и Александра Толстој су одгајали Алексеја у чврстом атеистичком и антимонархистичком окружењу. Алексеј ће у каснијим годинама инсистирати да су и они били велики поштоваоци списа Карла Маркса и Георгија Плеханова. Иако је званично био регистрован као син грофа Толстоја, Алексеј је до своје тринаесте године живео под именом Бостром и никада није сумњао да Алексеј Бостром није његов биолошки отац. Чак и након што је сазнао истину, и даље је сматрао Алексеја Бострома својим правим оцем и одбијао је да икада види грофа Николаја Толстоја или своју старију браћу и сестре.

### Санкт Петербург
Гроф Николај Толстој је умро 1900. године, оставивши тестамент из којег је Алексеј добио 30.000 рубаља. То му је омогућило да се пресели у Санкт Петербург, где је студирао на Технолошком институту у Санкт Петербургу 1901-06. У јуну 1902, он се оженио колегиницом, Јулијом Рожански, ћерком провинцијског лекара. Њихов син, Јури, рођен је 1903. Према Николају Толстоју, учествовао је у студентском протесту 12. фебруара 1902. дуж Невског проспекта, који су разбили полиција и козаци, и придружио се Социјалдемократској партији, мада у њиховим аналима нема било каква потврде овог приказа његовог студентског радикализма. Избегао је да се укључи у Револуцију 1905. преселивши се у Дрезден у фебруару 1906, да би уписао Краљевску саксонску вишу школу након што је влада привремено затворила Технолошки институт.
У Дрездену је упознао Софију Димшиц (1889-1963), која се недавно удала за другог студента емигранта по имену Исак Розенфелд (1879-1978). Она и Толстој постали су љубавници, и вратили су се да изнајме заједнички стан у Санкт Петербургу, где је она почела да слика. (Њена снаја, Бела Розенфелд, удала се за Марка Шагала). Толстојева жена је пристала на развод, који је окончан 1910. године, али је Розенфелд увек одбијао да се разведе од Димшицову.

### Париз
Године 1907, Толстој је прекинуо студије да би се посветио писању. Пар је одлучио да емигрира 1907, и у Париз су стигли јануара 1908, да би се придружили широкој мрежи емигрантских руских писаца и уметника, укључујући Николаја Гумиљова, Валерија Брјусова, Константина Балмонта, Андреја Белог, Максимилијана Волошина. Он и Гумиљов су покренули часопис који је престао да излази након једног броја због недостатка средстава. Прва Толстојева књига песама, Лирика, објављена је 1907. о његовом трошку, али се у каснијем животу због тога стидео и преферирао је да је заборави. Његова друга збирка поезије Иза плавих река (1908) била је последња. У писму усвојеном оцу пожалио се да име 'Толстој' значи да људи имају велика очекивања од њега, иако му је Волошин сугерисао да је то предност. Један млади песник кога је упознао погрешно га је сматрао Лавом Толстојем, који је умро 1910. године у 82. години.
Године 1908, сазнао је од своје бивше жене да им је син умро од менингитиса. Према Николају Толстоју,
Софија је тврдила у побожним званичним мемоарима објављеним у Москви 1973. да је Алексеј „узео веома к срцу смрт детета“. Неко би ово могао довести у питање. Отац, на крају крајева, није покушао да посети свог болесног сина пре његовог усамљеног краја, нити се вратио на сахрану (иако је из Париза отишао на још једно, пословно путовање у Петербург). Као што су каснији догађаји требало да покажу, он је могао да покаже изузетну окорелост према појединачним припадницима људске расе, без обзира на његово широко либерално гледиште према врсти у целини.

### Повратак у Русију
Алексеј и Софија су се вратили у Санкт Петербург у јануару 1909. До 1910. његов успех као писца омогућио им је да се уселе у стан на Невском проспекту, али због одбијања мужа да се разведе, када је затруднела, вратила се у Париз у мају 1911, где јој се он придружио, тако да је он могао бити регистрован по француском закону као отац њихове ћерке Маријане. Вратили су се у Санкт Петербург касније током године, али су се преселили у Москву 1912.
У лето 1914, Толстој и Димшиц су отишли на одмор у Коктебел, на Криму, где је упознао 17-годишњу балерину по имену Маргарита Кандаурова. Николај Толстој је 1983. написао да је „Раскид са Софијом био нагао, као што је био са Јулијом. У шетњи, Алексеј је значајно рекао: 'Осећам да ћеш ме ове зиме оставити.' Софија није одговорила, али је схватила наговештај и отишла у још једну посету Паризу. Бебу Маријана је оставила код тетке.”
Толстој се надао да ће се оженити Кандауровом, али га је она одбила, а пред крај године је упознао своју трећу жену Наталију Волкенштајн, рођену Крандинскаја, с којом је имао троје деце.
Током Првог светског рата Толстој је радио као ратни дописник, посећујући Енглеску и Француску, и написао неколико есеја и две драме.

### Емиграција
Толстој се противио Бољшевичкој револуцији. Да би избегао живот под бољшевичком влашћу, преселио се са породицом 1918. у Одесу. Затим, пошто је Бела армија протерана са Крима, побегли су у Цариград, пре него што су се поново преселили у Париз. Несрећан што је, како је рекао, „одсечен од завичаја“, 1920. године написао је причу Никитино детињство, о одрастању у изгнанству. Никита је било њихово најстарије дете, рођено 1917. године, које је почело да говори француским акцентом.
Док је живео у Француској, Алексеј је написао неколико драма и почео да пише подужи историјски роман под насловом Ходање по мукама, који прати период од 1914. до 1919. укључујући Руски грађански рат, који је завршио до 1921. Реакција на њега у совјетском Русија је била веома непријатељска. Водећи бољшевички књижевни критичар, Александар Воронски, уредник Црвених вести, описао је Толстојево приказивање новог режима као „тенденциозну лаж“ пуну „невероватних баналности“ и прекорио писца због „грофске мржње, господског презира, ината, горчине, беса.“

До 1921. Толстоју су сметали галицизми који су се појављивали у говорном руском језику његовог сина. Изјављујући да његов син постаје странац, Алексеј је преселио породицу у Берлин, који је тада био један од главних центара руске дијаспоре. Тамо је написао свој научнофантастични роман Аелита и повезао се са групом 'Мењање оријентира' (Промена прекретница) чији је водећи мислилац био Николај Устрјалов, који су такође били познати националбољшевици, јер су, упркос свом противљењу комунизму, признали да су бољшевици ујединили Русију. Док је био тамо, на крају је почео да сарађује са Максимом Горким у просовјетском часопису Дан раније. Иља Еренбург се касније присећао:
Било је једно место у Берлину које је подсећало на Нојеву барку, где су се чисти и нечисти мирно састајали; звало се Дом уметности и била је то само обична немачка кафана у којој су се петком окупљали руски писци. Приче је Толстој читао наглас... Очигледно још нису биле бачене све коцкице. Било је људи који су Горког називали „полу емигрантом“... Алексеј Толстој, окружен људима Промена прекретница, наизменично је хвалио бољшевике као „ујединитеље руске земље“ и упуштао се у љуто злостављање. Магла се и даље ковитлала.

### Совјетски достојанственик
Толстој је поново посетио Русију у мају 1923, и одлучио да се врати за стално, решивши да „никаква књижевност неће изаћи из емиграције“. У свом опроштајном уводнику штампаном у Дан раније, он је написао: „Одлазим са породицом заувек у домовину. Ако има људи овде у иностранству блиских мени, моје речи су упућене њима. Да ли идем у срећу? О, не: Русију је поново захватио талас мржње... Ја идем кући у тежак живот.”
Због његовог порекла су га понекад називали „друг гроф“ или „црвени гроф“.
Далеко од тога да је доживео „тежак живот“ у Совјетском Савезу, Толстој је био веома привилегован совјетски грађанин, који је напредовао под диктатором Јосифом Стаљином, када су други писци који су изабрали да живе под совјетском влашћу током грађанског рата били прогањани. Према широко распрострањеним гласинама, он је био милионер са 'банковним рачуном без дна'. Амерички новинар Јуџин Лајонс је приметио како је „готово сам међу Русима, Толстој живео у баронском стилу у расплинутој вили са више соба опскрбљеној богатим антиквитетима... цела атмосфера зреле културе старог света изгледала је као враћање у скоро заборављени период.” Ана Ахматова је одала признање његовој способности да добро живи у краткој песми написаној током 1920-их.
Ако је Толстој био свестан да је она повезала његово име са именом огорченог шефа НКВД-а, није гајио љутњу. Године 1940, он и Михаил Шолохов су предложили да се Ахматовој додели Стаљинова награда, што би било њено прво званично признање од стране совјетског књижевног естаблишмента, али је Стаљин ставио вето на предлог.
Совјетски критичари су нагло променили своје виђење Толстојевог дела након што је он декларисао своју нову оданост режиму. Уместо да буде осуђен у Црвеним вестима, он је током 1920-их имао више радова у том часопису него било који други аутор осим Максима Горког, почевши од Аелите. Критичар који је писао у истом часопису похвалио је Ходање по мукама као најбољи роман који је икада написао руски емигрант.
Када је Надежда Мандељштам објавила своје мемоаре шездесетих година прошлог века, отворила је овом загонетном реченицом: „Након што је ошамарио Алексеја Толстоја, М. се одмах вратио у Москву.“ Није објаснила зашто је њен супруг Осип Мандељштам ударио Толстоја, али јасно ставља до знања да је Толстој био тако добро повезан са совјетским властима да је Мандељштам побегао из Лењинграда, јер се плашио да ће бити ухапшен. Према другим изворима, Толстој је председавао „судом части“ писаца који је разматрао Мандељштамову жалбу против колеге писца који је ошамарио његову жену, и приговорио на пресуду која је имплицирала кривицу обе стране.
Толстој је био председник Савеза писаца СССР-а током 1936-38. У јануару 1937, током другог Московског суђења, на којем је 17 оптужених, укључујући бивше водеће бољшевике као што су Георгиј Пјатаков и Карл Радек, били приморани да признају злочине које нису починили, Толстој је потписао колективно писмо, са другим писцима, изјављујући „Тражимо немилосрдну казну за издајнике, шпијуне и убице који продају своју отаџбину.“
Године 1937, објавио је свој роман Хлеб, који је хвалио Стаљинову улогу у одбрани Царицина (касније преименованог у Стаљинград) током грађанског рата. Ово је навело једног совјетског читаоца да му анонимно пише, рекавши да се раније дивио Толстоју као највећем живом руском писцу од смрти Максима Горког, али читајући Хлеб:
Осећао сам се посрамљено, огорчено и веома, веома повређено. Зар не осећате загушљиву атмосферу у којој се гуши 170 милиона совјетских људи? ... Зарад Стаљинове безграничне амбиције, манипулише се историјским чињеницама, а ви стављате своју танку руку на то ... У Хлебу гурате тврдњу да је револуција победила само захваљујући Стаљину ... Страх је доминантан емоција која обузима грађане СССР-а. Зар не видите? ... Живите ли у кули од слоноваче?
У децембру 1937. Толстој је изабран у Врховни совјет Совјетског Савеза. Редовни члан Академије наука СССР-а постао је 1939. године.

### Петар Велики
Толстој је провео 16 година проучавајући живот Петра Великог. Његово прво дело на ову тему била је драма из 1929. На глубоком. Двадесетих година 20. века у совјетској историографији доминирао је бољшевички историчар Михаил Покровски, који је презирао „Петра, кога су углађени историчари назвали великим“ као тиранина који је изазвао рат са Шведском и осиромашио своје поданике. Толстојева драма из 1929. године била је верна партијској линији, приказујући Петра као тиранина који је „потискивао све и свакога као да је опседнут демонима, сејао страх и стављао на колац и свог сина и своју земљу“
Године 1935, након што је Покровски умро и његова историјска школа је била проказана од стране партијског руководства, а совјетска привреда започела процес брзе индустријализације кроз петогодишњи план, Толстој је написао радикално другачију драму, Петар I, у којој – позајмљујући Пушкинов мото да је „Русија у Европу дошла као поринуће брода“ – изградња брода, са Петром као главним градитељем, симбол је читаве представе. Стаљин је отишао да погледа представу, али је отишао пре краја, покренувши спекулације да му се то не допада. Критичари су га последично уништили, све док Стаљин није послао Толстоју белешку у којој је писало „Сјајна драма. Само је штета што Петар није приказан довољно херојски“, и позвао га је да га посаветује како да напише романескну верзију Петровог живота.
Први том његовог недовршеног романа Петар Велики објављен је 1936. и добио је Стаљинову награду.
Године 1939, када се рат назирао у Русији, Толстој је направио трећу верзију своје драме, која је наглашавала важност војске и патриотизам њених војника.

### Иван Грозни
У децембру 1940, Толстој је добио налог да напише драму о животу Ивана Грозног, након што је Централни комитет издао упутство да се преиспита Иванова улога у историји. Након упутства уследио је телефонски позив од Стаљина, који је Толстоју рекао да Иван има „један недостатак“, а то је да се „покајао због своје окрутности”.
После немачке инвазије, Толстој се преселио у Зименки, село источно од Москве, где је написао прве сцене Орла и његовог друга, које покривају године 1553-59. У новембру 1941. евакуисан је у Ташкент, где га је завршио следећег фебруара. Ова оригинална верзија, која је требало да буде изведена у Малом позоришту, забрањена је наредбом политичког директора Црвене армије Александра Шчербакова, који је Стаљину послао допис у коме објашњава да Толстој није успео да прикаже Ивана као „изузетног државника 16. века“. Упркос овом званичном прекору, Толстој је 1943. године добио Стаљинову награду за Пут на Голготу.
У априлу 1943, Толстој је завршио Тешке године, своју другу драму о Ивану, која је покривала године до 1571. У јуну је послао сценарио Стаљину, жалећи се да Шчербаков није рекао да ли ће комад бити дозвољен за извођење. Стаљин је затим прочитао оба сценарија, предложио измене, а коначне верзије су завршене у новембру. Оба сценарија су објављена 1944. године, а Орао и његов друг је премијерно приказан у Малом позоришту у октобру, али су критике биле такве да је приказивање прекинуто, а следећа представа је отворена недељу дана након Толстојеве смрти. Премијера Тешких година је одложена до 1946. године.

### Ратно време
У новембру 1942. Толстој је именован за члана Ванредне државне комисије, основане да истражује злочине које су на совјетској територији починили немачки освајачи и њихови савезници. Током Нирнбершког процеса, совјетски тужилац Лев Смирнов је постхумно приписао Толстоју да је предводио тим који је истраживао ратне злочине почињене у Ставропољу, који је по први пут „без разумне сумње“ утврдио да су нацисти користили комбије са гасом да почине геноцид.
У децембру 1943, Толстој је био припадник контингента совјетских и страних новинара који су послани у Харков да прате прво суђење за ратне злочине, на којем су три Немца и један совјетски колаборатор осуђени на смрт. Иља Еренбург, који је такође извештавао о суђењу, касније је написао: „Нисам отишао на трг где су оптужени требало да буду обешени. Толстој је рекао да мора бити присутан: није осећао да има право да то избегне. После погубљења, вратио се црнији од ноћи.“
Јануара 1944, Толстој је именован за члана специјалне комисије коју је Политбиро наводно задужио да истражује масакр у Катињској шуми 22.000 пољских официра, који су били заробљени када је Совјетски Савез окупирао источни део Пољске 1939-1940. под пактом са нацистичком Немачком. Јануара 1944, одржао је конференцију за штампу за стране новинаре, на којој су он и други чланови комисије тврдили да су официре масакрирали Немци у августу и септембру 1941. године. Извештај специјалне комисије поднео је совјетски тужилачки тим на Нирнбершком процесу, али није уврштен у пресуду, а 1980-их година Совјети су са закашњењем признали да је Стаљин наредио Катињски масакр. Као водећи портпарол на конференцији за штампу у јануару 1944, Толстој је одиграо велику улогу у осигуравању да се о совјетској верзији Катињског масакра – за коју се сада зна да је лаж – нашироко извештава у САД и Великој Британији.

### Смрт
Толстој је умро 23. фебруара 1945. у Москви.

## Наслеђе
Толстој је заслужан за стварање неких од најранијих дела научне фантастике на руском језику. Његови романи Аелита (1923) о путовању на Марс и Хиперболоид инжењера Гарина (1927) стекли су огромну популарност у јавности. Први је покренуо пионирски научно-фантастични филм 1924. године. Његова натприродна кратка прича, Гроф Каглиостро, наводно је инспирисала филм Формула љубави из 1984. године.
Написао је неколико књига за децу, почевши од Никитиног детињства, незаборавног извештаја о његовим раним годинама (понекад се погрешно верује да је књига о његовом сину Никити; у ствари, он је име користио само зато што му је било омиљено – а касније ће га дати свом најстаријем сину). Године 1936, направио је адаптацију чувене италијанске бајке о Пинокију под насловом Буратинове авантуре или Златни кључ, чији је главни лик, Буратино, брзо постао веома популаран међу совјетским становништвом. Творац Московског дечјег позоришта, Наталија Сац, провела је неколико месеци убеђујући га да напише дело, да би га на крају придобила снабдевајући његову жену страним модним часописима.
Такође се сумњичи да је главни аутор клеветничке и делимично порнографске књижевне преваре под називом Вирубовов дневник објављене 1927. године, по налогу власти, да би дискредитовао руску краљевску породицу. Ана Вирубова је била дама царице Александре, супруге Николаја II, о којој су се шириле скандалозне гласине о сексуалним односима са Распућином или са царем или његовом супругом, што је она све негирала када је била ухапшена након револуције. 'Дневник' је био „вулгаран и прљав фалсификат”.
Године 1974. совјетска астрономка Људмила Журављова открила је малу планету и назвала 3771 Алексејтолстој по Црвеном грофу.

## Коментари
Док је Толстој уживао огромну популарност и успех у Русији током свог живота, западне оцене о њему су углавном биле негативне због његове улоге апологете Стаљина. Сажетак Николаја Толстоја о његовом даљем рођаку је био да је „Његов лични карактер био несумњиво испод презира... у Стаљину је нашао достојног господара. Мало је породица које су произвеле већи књижевни таленат од Лава Толстоја, али је мало и оних које су потонуле до једног тако деградираног као Алексеј Николајевич.”
Професор Глеб Струве, бивши војник Беле армије и посвећени антикомуниста, који је постао водећи ауторитет у руској књижевности 20. века, сматра да:
Алексеј Николајевич Толстој је, без сумње, један од најдаровитијих руских писаца 20. века… Али — и у томе је поента — овом човеку, који је обдарен толиким изузетним даровима и дели наслеђе великог доба руске књижевности, недостаје један квалитет који је одликовао све велике руске песнике и писце: осећај моралне и друштвене одговорности. Његова суштина је она циника и опортунисте.
Џорџ Орвел је жигосао Толстоја, заједно са савремеником Илијом Еренбургом, као „књижевну проститутку“ чију је слободу изражавања ускратио совјетски тоталитаризам.
Али Толстојев пријатељ Иља Еренбург је сматрао да „као прави уметник, никада није био сигуран у себе, увек незадовољан, болно тражећи праву форму да изрази оно што је желео да каже“.

## Научна фантастика
Фантастични романи заузимају значајно место у стваралаштву овог писца. Аелита и Хиперволоид инжињера Гарина, осим занимљиве тематике и драматичних ситуација, постављају и важне друштвене проблеме, увек са совјетско-марксистичког становишта. У роману Аелита, на пример, Толстој приказује бољшевике који подижу устанак на Марсу, а у Хиперболоиду инжињера Гарина, покушај завођења фашистичке диктатуре у САД осујећен је снагом радничке револуције.

### Романи
- Чудаки (1911)
- Хромой барин (1912)
- Аэлита (1923)
- Похождения Невзорова, или Ибикус (1924)
- Гиперболоид инженера Гарина (1927)
- Эмигранты (1931)
- Хождение по мукам. Трилогия:
  - Книга 1. «Сёстры» (1922)
  - Книга 2. «18-й год» (1928)
  - Книга 3. «Хмурое утро» (1941)
- Пётр Первый (1934)

### Романи и приче
- Старая башня (1908)
- Архип (1909)
- Петушок (Неделя в Туреневе) (1910)
- Сватовство (1910)
- Мишука Налымов (Заволжье) (1910)
- Актриса (Два друга) (1910)
- Мечтатель (Аггей Коровин) (1910)
- Неверный шаг (Повесть о совестливом мужике) (1911)
- Харитоновское золото (1911)
- Приключения Растёгина (1913)
- Любовь (1916)
- Прекрасная дама (1916)
- Обыкновенный человек (1917)
- День Петра (1918)
- Простая душа (1919)
- Четыре века (1920)
- В Париже (1921)
- Граф Калиостро (1921)
- Детство Никиты (1922)
- Повесть Смутного времени (1922)
- Семь дней, в которые был ограблен мир, другое название «Союз пяти» (1924)
- Василий Сучков (1927)
- Бывалый человек (1927)
- Великосветские бандиты (1927)
- Морозная ночь (1928)
- Гадюка (1928)
- Хлеб (Оборона Царицына) (1937)
- Иван Грозный (Орёл и орлица, 1942; Трудные годы, 1943)
- Русский характер (1944)
- Странная история (1944)
- Древний путь
- Чёрная пятница (1924)
- На острове Халки
- Рукопись, найденная под кроватью
- В снегах
- Мираж
- Убийство Антуана Риво
- На рыбной ловле

### Недовршени радови
- Егор Абозов (1915)
- Пётр I (3-й том)

### Бајке
- Русалочьи сказки:

- Русалка (Неугомонное сердце, 1910)
- Иван да Марья (1910)
- Ведьмак (1910)
- Водяной (1910)
- Кикимора (1910)

- Дикий кур (1910)
- Полевик (1909)
- Иван-царевич и Алая-Алица (1910)
- Соломенный жених (1910)
- Странник и змей (1910)
- Проклятая десятина (1910)
- Звериный царь (1910)
- Хозяин (1909)
- Синица (1918)
- Сорочьи сказки:

- Сорока (1909)
- Мышка (1909)
- Козёл (1909)
- Ёж (Ёж-богатырь, 1909)
- Лиса (1910)
- Заяц (1909)
- Кот Васька (1910)
- Сова и кот (1910)
- Мудрец (1909)

- Гусак (1910)
- Рачья свадьба (1910)
- Порточки (1910)
- Муравей (1910)
- Петушки (1910)
- Мерин (1910)
- Верблюд (1909)
- Горшок (Маленький фельетон, 1909)
- Куриный бог (1910)
- Картина (1909)
- Маша и мышки (1910)
- Рысь, мужик и медведь (1910)
- Великан (1910)
- Мишка и леший (1910)
- Башкирии (1910)
- Серебряная дудочка (1910)
- Смирный муж (1910)
- Богатырь Сидор (1910)
- Сказки и рассказы для детей

- Полкан (1909)
- Топор (1909)
- Воробей (1911)
- Жар-птица (1911)
- Прожорливый башмак (1911)

- Снежный дом (1911)
- Фофка (1918)
- Кот сметанный рот (1924)
- Как ни в чём не бывало (1925)
- Рассказ о капитане Гаттерасе, о Мите Стрельникове, о хулигане Ваське Табуреткине и о злом коте Хаме (1928)
- Золотой ключик, или Приключения Буратино (1936)
- Иван-царевич и Серый волк (1940)

### Драме
- «Путешествие на Северный полюс» (1900)
- «О еже, или Наказанное любопытство» (1900-е)
- «Дьявольский маскарад, или Коварство Аполлона» (1900-е)
- «Муха в кофее (Сплетни, которые кончаются плохо)» (1900-е)
- «Дуэль» (1900-е)
- «Опасный путь, или Геката» (1900-е)
- «Спасательный круг эстетизму» (1900-е)
- «Дочь колдуна и заколдованный королевич» (1908)
- «Нечаянная удача» (1911)
- «День Ряполовского» (1912)
- «Насильники» («Лентяй», 1912)
- «Молодой писатель» (1913)
- «Кукушкины слёзы» (1913)
- «День битвы» (1914)
- «Нечистая сила» (1916, 2 ред. 1942)
- «Касатка» (1916)
- «Ракета» (1916)
- «Мракобесы» (1917 — под назв. «Горький цвет», 2 ред. — 1929 — с тем же назв., 3 ред. — 1935 — под назв. «Акила», 4 ред. — 1940 — под назв. «Мракобесы», в черновиках 4 ред. также фигурирует название «Изгнание блудного беса»)
- «Любовь — книга золотая» (1918, 2 ред. — 1940)
- «Смерть Дантона» (1919, обработка пьесы Г. Бюхнера)
- «Бунт машин» (1924, обработка пьесы «РУР» К. Чапека)
- «Заговор императрицы» (1925, совм. с П. Е. Щёголевым)
- «Азеф» (1925, совм. с П. Е. Щёголевым)
- «Полина Гебль» (1925, совм. с П. Е. Щёголевым)
- «Чудеса в решете…» (1926)
- «На дыбе» (1929, позже частично переработана в пьесу «Пётр I»)
- «Это будет» (1931, совм. с П. С. Сухотиным)
- «Оранго» (1932, либретто оперы Д. Д. Шостаковича, совм. с А. О. Старчаковым)
- «Патент № 117» (1933, совм. с А. О. Старчаковым)
- «Пётр I» (промежуточная редакция 1935 года — преимущественно переработка более ранней пьесы «На дыбе»; окончательная редакция 1938 года — лишь в очень малой степени использующая материал пьесы «На дыбе»)
- «Путь к победе» (1938)
- «Чортов мост» (1938; второе действие пьесы позже переработано в пьесу «Фюрер»)
- «Золотой ключик» (обработки повести «Золотой ключик, или Приключения Буратино», 1938)
- «Фюрер» (1941, на материале второго действия пьесы «Чортов мост»)
- «Иван Грозный» — дилогия:
«Орёл и орлица» (1942)
«Трудные годы» (1943)

### Дела о рату
- Армия героев
- «Блицкриг» или «блицкрах»
- К писателям Северной Америки
- Москве угрожает враг
- Нас не одолеешь!
- Почему Гитлер должен потерпеть поражение
- Родина
- Русский характер
- Цикл «Рассказы Ивана Сударева»
- Чёрные дни гитлеровской армии
- Что мы защищаем
- Я призываю к ненависти

### Приписани текстови
- Дневник Вырубовой (предположительные авторы — Алексей Толстой и Павел Щёголев[42][43]);
- Рассказ «Возмездие».

### Сабрана дела
- Собрание сочинений. Тома 1-10. — Москва: Книгоиздательство писателей, 1912—1915

То же. 2-е издание. — Москва: Книгоиздательство писателей, 1916
То же. 3-е изд. — Москва: Книгоиздательство писателей, 1917—1918
- Собрание сочинений. — Берлин: изд. Ладыжникова, 1922
- Собрание сочинений. — Берлин—Пг.: изд. Гржебина, 1923
- Собрание сочинений. Тома 1-15. — Москва: «Недра», 1929—1930
- Собрание сочинений. Тома 1-15. — Москва-Лењинград: ГИЗ, 1927—1931
- Собрание сочинений. Тома 1-8. — Лењинград: «Художественная литература», 1934—1936
- Полное собрание сочинений. Тома 1-15. — Москва: ГИХЛ, 1946—1953. — 40 000 экз
- Собрание сочинений в 10 томах. — Москва: Гослитиздат, 1958—1961, 675 000—648 000 экз.
- Собрание сочинений в 8 томах. — Москва: Правда, 1972, 375 000 экз. (серия «Библиотека „Огонёк“»)
- Собрание сочинений: В 6-ти томах. — Москва: Прогресс, 1982.
- Собрание сочинений в 10 т. — Москва: «Художественная литература», 1982—1986.; 300 000 экз.
- Собрание сочинений: В 5 томах. — [Ил. худож. М. Петрова]. — Москва: Изд. центр «Терра», 1995.
- Собрание сочинений: В 10 т. — [Сост.: Б. Акимов, А. Храмков]. — Москва: Терра-Кн. клуб, 2001.
- Малое собрание сочинений. — СПб: Азбука, 2020. — 637 с.